# Sobral da Abelheira
Sobral da Abelheira era una freguesia portuguesa del municipio de Mafra, distrito de Lisboa.

## Historia
Fue suprimida el 28 de enero de 2013, en aplicación de una resolución de la Asamblea de la República portuguesa promulgada el 16 de enero de 2013 al unirse con la freguesia de Azueira, formando la nueva freguesia de Azueira e Sobral da Abelheira.

## Festividades
- La fiesta de Nuestra Señora del Olivo se celebra cada dos de febrero.
- La fiesta de las fresas se conmemora la tercera semana de mayo.
- La romería de Nuestra Señora da Nazaré se celebra de 17 en 17 años.